# Полушко, Фёдор Иванович
Фёдор Иванович Полушко (27 декабря 1907, Могилёв — февраль 1992, Кривой Рог, Днепропетровская область) — советский военачальник, гвардии полковник, командир 305-й штурмовой авиационной дивизии и 12-й гвардейской штурмовой авиационной дивизии.

## Биография
17 июня 1927 года призван в РККА. 11 ноября 1929 года окончил 2-ю Борисоглебскую  военную  авиационную  школу  летчиков.
В мае-ноябре 1937 года командовал звеном бомбардировщиков СБ 12-й бомбардировочной группы республиканской авиации. Участвовал в военных событиях в Испании и за отличие был награжден орденами Ленина и Красного Знамени. Воевал под псевдонимом Пабло Теодоре.
В июле-августе 1941 года командовал 136-м легкобомбардировочным авиационным полком и во время боев на Западном фронте совершил 5 боевых вылетов на бомбардировщике Як-4. 
В марте 1943 года назначен заместителем командира 305-й штурмовой авиационной дивизии. С марта по 5 июля 1943 года исполнял обязанности командира 305-й штурмовой авиационной Краснознаменной дивизии и руководил формированием частей дивизии. Во время проведения Белгородско-Харьковской руководил боевыми вылетами и координировал действия штурмовых полков и наземных частей и совершил 2 успешных боевых вылета на штурмовике Ил-2. «За оказанную в руководстве частями дивизии помощь и личную храбрость, отвагу и доблесть проявленную в борьбе с немецкими оккупантами награжден орденом Отечественной войны II степени и вторым орденом Красного Знамени.
2 мая 1944 года назначен командиром 305-й штурмовой авиационной Краснознаменной дивизии. В составе войск 14-й воздушной армии 3-го Прибалтийского фронта дивизия участвовала в проведении Псковско-Островской, Тартурской, Рижской и Прибалтийской наступательных операциях. Командиром дивизии за это период совершено 4 боевых вылета. «За умелое руководство частями авиадивизии и проявленную при этом личную доблесть, мужество и отвагу в борьбе в немецкими оккупантами» награжден третьим орденом Красного Знамени и орденом Отечественной войны I степени. 
3 ноября 1944 года «за долголетнюю и безупречную службу в Красной Армии» награждён орденом Красной Звезды.
В составе войск 15-й воздушной армии дивизия участвовал в блокаде Курляндской группировки противника, проведении Восточно-Прусской и Кёнигсбергской наступательных операций и «за умелое руководство и проявленное мужество» награжден четвертым орденом Красного Знамени.
Всего за время боевых действий совершил 75 боевых вылетов.
В 1946—1947 годах командовал 12-й гвардейской штурмовой авиационной Рославльской Краснознаменной ордена Богдана Хмельницкого дивизии 3-го гвардейского штурмового авиационного корпуса 17-й воздушной армии Южной группы войск в городе Плевен. 6 ноября 1947 года награжден пятым орденом Красного Знамени. 25 октября 1955 года награжден вторым орденом Ленина. 
8 января 1955 года уволен в запас. Проживал в городе Киев.
Командовал авиасоединением в Кривом Роге, возглавлял совет ветеранов Центрально-Городского района Кривого Рога.
Умер в конце февраля 1992 года в Кривом Роге.